# Triteleia hyacinthina
Triteleia hyacinthina là một loài thực vật có hoa trong họ Măng tây. Loài này được (Lindl.) Greene miêu tả khoa học đầu tiên năm 1886.

## Hình ảnh

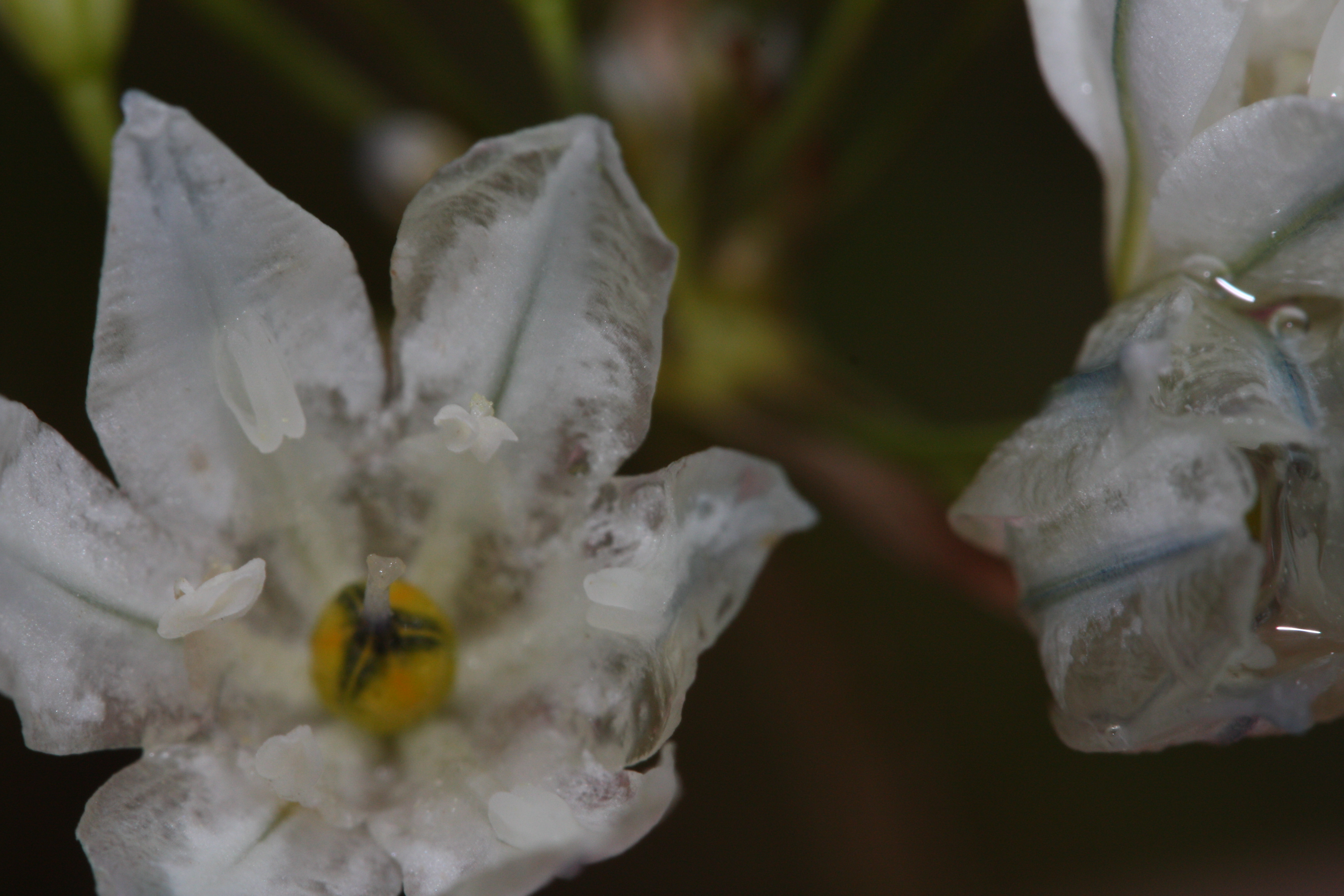
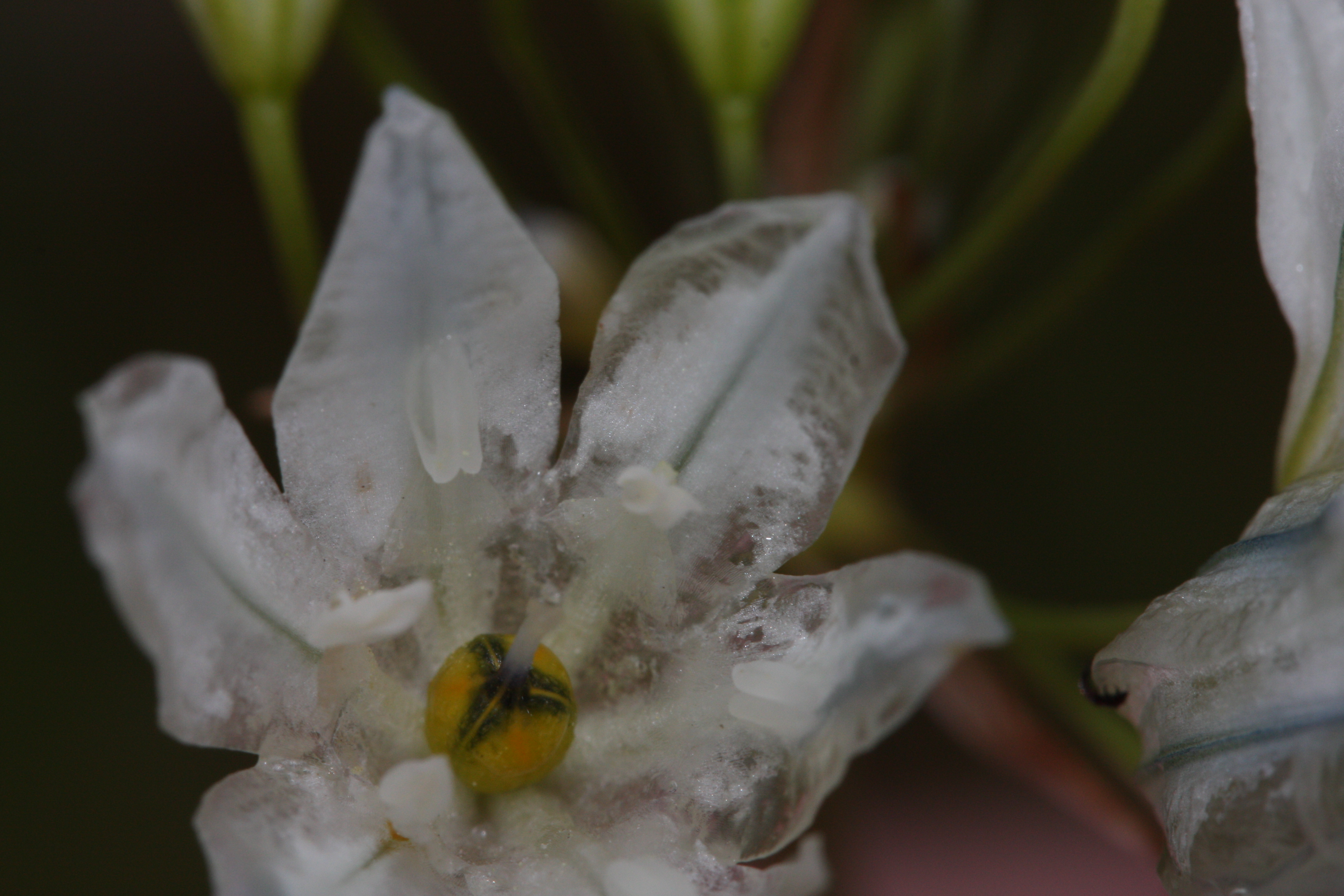
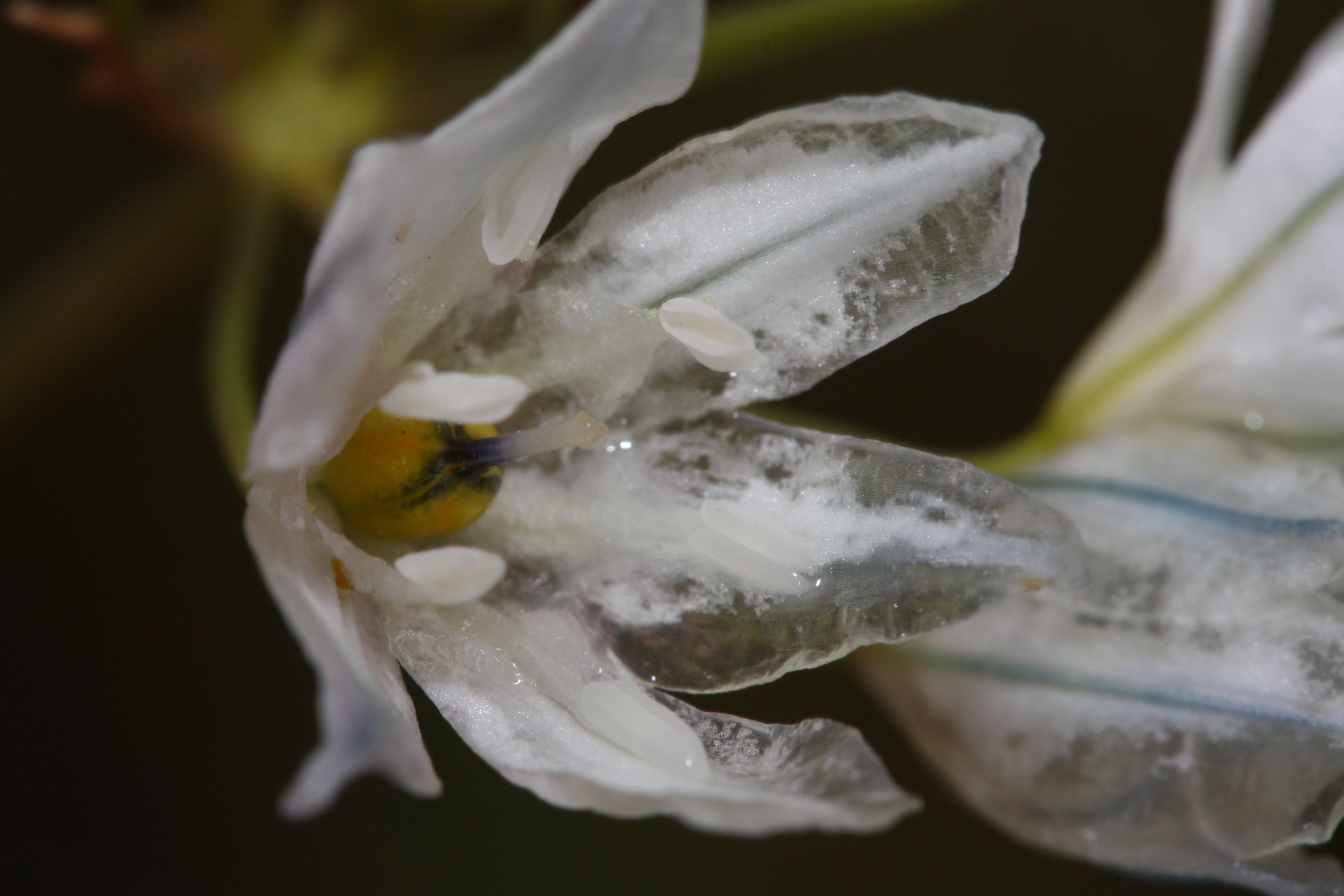